# Света Богородица Фанеромени (Никозия)
Вижте пояснителната страница за други значения на Света Богородица Фанеромени.
„Света Богородица Фанеромени“ (на гръцки: Παναγία Φανερωμένη; на английски: The Holy Church of Panagia Phaneromeni) е православна църква в гръцката част на Никозия, посветена на Дева Мария.

## Местоположение
Разположена е на площад „Фанеромени“ в Стария град, който по време на създаването ѝ е бил централният площад на града. Това е най-голямата православна църква в рамките на Венецианските стени.

## История
Историята на обекта, като религиозно място, датира от много векове. През Средновековието тук има православен женски манастир, в който монахините се занимават с тъкане на коприна. Към манастира е било организирано и девическо училище. Предполага се, че са унищожени през 1571 година, когато турците превземат града.
Според преданията, турците се опитват да превърнат църквата в джамия, но бързо изоставят тази идея, защото имамите, които се заемат с нея започват да умират един след друг. След чудодейната намеса на Дева Мария, усилия за запазване на църквата полага и турският управител на Кипър, Кючюк Мехмед паша през 1821 година. Освен това през 1856 година той дава пари за да се изработи сребърен полилей на три нива, който е закачен в центъра на църквата.

## Архитектура
Според учения архимандрит Киприан, старата църква е построена през 1715 година, което се доказва и от запазен мраморен надпис. В сегашния си вид е изградена през 1872 – 1873 година. Сградата е тип куполна базилика, еднокорабна, едноапсидна, с елементи, характерни за западната архитектура и е проектирана от архитект Т. Фотиадис. Посветена е на Дева Мария, защото в руините на унищожената стара църква е намерена икона на Света Богородица.
Улуците по покрива на храма са образци на великолепното изкуство на кипърските каменоделци. Гаргойлите по тях носят специфична символика. Изобразени с човешки и животински фигури, те са възприети от готическите паметници на острова. Сегашната камбанария, заменила по-старата, е построена през 1937 – 1938 година, също по проект на Фотиадис.

## Интериор
Интериорът на църквата е красив, въпреки че на пръв поглед тя изглежда почти гола, защото близките до входа стени, отдалечени от олтара, са просто най-обикновени, бели, без всякаква украса. Но иконите в близост до него са рисувани в различни периоди между 16 и 19 век и са много добре поддържани. Самият иконостас е от 17 век.
Малкото стенописи, украсяващи интериора на църквата, са правени през 1929 година и са дело на кипърския художник Йоанис Кисонергис. На централния купол е изобразен Бог Отец Пантократор, а по стените – четиримата евангелисти. В апсидата е изрисувана Богородица, изпълнена със смес от восък, бои, натрошен мрамор и благовонни масла. Олтарът е украсен с позлатени дърворезби и има изображения от Стария и Новия завет, рисувани през 18 и 19 век.
Амвонът е дело на скулптура М. Х. Талиадору и е изрисуван от Адамантиос Диамантис през 1928 година. Владишкият трон е друг образец на кипърското дърворезбарско изкуство, изработен от Артемис Пападопулос. На църковната маса е поставен сребърен дискос, на който се слага осветеният хляб и който е един от най-добрите примери на златарството от 20 век. Църковната маса и „кивотът“ в амвона са произведения на изкуството, а изисканите дървени скулптури са изработени отново от скулптора дърворезбар Артемис Пападопулос и изобразяват сцени от Страстите Христови.

## Мавзолей
В източната част на двора е изграден голям мраморен мавзолей, чийто паметник е изработен през 1930 година от внесен гръцки пентелийски мрамор. В него се пазят мощите на епископи и свещеници, екзекутирани от турците през юли 1821 година. Сред тях са костите на мъчениците архиепископ Киприану, митрополитите Хрисанту на Пафос, Мелетий на Китион, Лаврентио на Кирения и други видни личности, духовници и миряни. През същата година турците заколват главния свещеник на църквата Леондио, чиито кости също са в мавзолея. Тук се съхраняват и тленните останки на епископ Дионисий Кикотис, положени през 1981 година. Това е човекът, предвождал бунта на кипърци срещу британската окупация, депортиран и умрял в изгнание.

## Околно пространство
В южната страна на двора на църквата се намира сграда, в която се помещава кипърската православната християнска младежка асоциация ОХЕН и неделното училище. Построена е през 1953 – 1954 година. В северната част се издига двуетажна сграда с неокласическа фасада, където се намират офисите на църквата.
Интересни и забележителни сгради, разположени близо на църквата на същия площад включват училище „Фанеромени“, което първоначално е било само девическо и библиотеката „Фанеромени“. Площадът пред църквата сега е място за срещи на кипърските анархисти, а графитите по фасадата ѝ действат шокиращо. Малките калдъръмени улички около нея са се превърнали в място за среща на артисти и музиканти, но също така и на либертарианци, антифашисти и антиавторитаристи.